# Kent Härstedt
Kent Rolf Magnus Härstedt, född 29 januari 1965 i Raus församling i Helsingborg, är en svensk diplomat, tidigare politiker (socialdemokrat) och skribent. Från januari 2022 till januari 2023 var han verksam som Sveriges ambassadör i Singapore och Brunei. Han var samtidigt, sedan 2017 respektive 2018, Sveriges särskilda sändebud i Nordkorea och Myanmar.
Härstedt överlevde Estoniakatastrofen 1994, vilket han skildrat i boken Det som inte kunde ske (1995). Han var riksdagsledamot 1998–2018 för Skåne läns västra valkrets.

## Biografi
Härstedt blev medlem i Socialdemokraterna 1982 när han var 17 år gammal. Som tjugoåring blev Härstedt invald i Helsingborgs kommunfullmäktige, där han var ledamot i sex år (1985–1991). Under sin tid i kommunfullmäktige satt han bland annat i skolstyrelsen och vänortskommittén. Han är utbildad undersköterska och arbetade som detta fram till 1988 då han blev projektassistent vid socialtjänsten i Helsingborg. Åren 1990 till 1994 arbetade han som projektledare för Kooperativa Institutet (Koopi).
Åren 1994 till 1996 var han politiskt sakkunnig vid utrikesdepartementet hos biståndsminister Pierre Schori. Därefter arbetade han som frilansskribent och föredragshållare, bland annat som krönikör på Svenska Dagbladet, Helsingborgs Dagblad och Arbetarbladet.
Härstedt har även läst vid Ost- och Sydostasienlinjen samt statsvetenskap vid Lunds universitet. Åren 2008 till 2009 läste Härstedt civil och militär krishantering vid Försvarshögskolan.
Härstedt är en av de överlevande från Estoniakatastrofen den 28 september 1994. Om sina upplevelser skrev han 1995 boken Det som inte kunde ske.

## Politisk karriär

### Riksdagsledamot
Efter att ha ställt upp i riksdagsvalet 1998 valdes Härstedt in som riksdagsledamot för Socialdemokraterna. Han var en av de första att bli personvald till riksdagen. Han stod på sjätte plats på valsedeln, men tog ett av de fyra socialdemokratiska mandaten i Skåne läns västra med sina 17,94 procent personalvalskryss. Han var ledamot i Statens folkhälsoinstituts insynsråd 1999–2007 och var 2004–2005 regeringens alkoholutredare och ledde den så kallade Alkoholinförselutredningen, som den 16 mars 2005 överlämnade sitt slutbetänkande Gränslös utmaning – alkoholpolitik i ny tid (SOU 2005:25) till folkhälsominister Morgan Johansson. Under 2005 var han politiskt sakkunnig vid Försvarsdepartementet hos försvarsminister Leni Björklund och 2006 var han politiskt sakkunnig på Statsrådsberedningen hos statsminister Göran Persson.
Han var 2006 till 2011 socialdemokraternas biståndspolitiska talesperson och 2007 till 2008 ledamot i utredningen om statens stöd till svenskar i kris och katastrof i utlandet (DS 2007:1). I riksdagen är han ledamot av Försvarsutskottet och suppleant i Utrikesutskottet. Härstedts stora specialitet är Ost- och Sydostasien och han har genomfört flera resor till området under drygt tjugo års tid.
Härstedt blev återvald till Helsingborgs kommunfullmäktige vid valet 2010 men avsade sig uppdraget 2012 på grund av tidsbrist. Vid valet 2010 blev Härstedt även personvald till riksdagen. Efter valet 2010 nominerades Härstedt till uppdraget som riksdagens talman av Socialdemokraterna, Miljöpartiet och Vänsterpartiet, men förlorade i omröstningen till Per Westerberg (Moderaterna).
I samband med valet 2018 lämnade han riksdagen.

### Övriga uppdrag
Han var ordförande i Unicef Sverige 1999–2005, från 2006 fram till 2014 var Härstedt ledamot i Unicef Sveriges valberedning. Från 2007 till 2010 var han ledamot i Sidas styrelse. Han är sedan 2008 ledamot av Svenska Institutets insynsråd och 2009 till 2011 var Härstedt ledamot av Nationalkommittén för Världsutställningen i Shanghai 2010. Han var styrelseledamot i Mediainstitutet Fojos styrelse vid Linnéuniversitetet och i Olof Palmes internationella center 2008 till 2012. Han var dessutom ordförande i Svenska Judoförbundet (SJF) 2009 till 2011. Åren 2011–2016 var han rådgivare till Sveriges Olympiska Kommittés (SOK) ordförande Stefan Lindeberg och 2011-ff Former Presidents Council (FPC) till Svenska Judoförbundet och har även svart bälte i judo. Härstedt var 2017–2019 ordförande för organisationen Forum Syd, numera Forumciv, Sveriges största plattform för demokrati och mänskliga rättigheter.
Härstedt var ordförande för Sveriges delegation i OSSE:s parlamentariska församling 2014–2018.  Härstedt blev vid sommarsessionen i Baku Azerbajan 2014 vald till vice president för OSSE:s parlamentariska församling (OSSE PF) för perioden 2014-2017.  Härstedt utsågs av OSCE:s ordförande tillika Schweiz utrikesminister till Special Coordinator att leda den internationella valobservationen av parlamentsvalet i Ukraina den 26 oktober 2014 ( detta var den näst största missionen i OSCE:s historia) året därpå utsåg OSCE:s ordförande tillika Serbiens utrikesminister Härstedt att som Special coordinator att leda den internationella valobservationen av presidentvalet den 11 november 2015 i Vitryssland. 2016 utsåg Tysklands utrikesminister tillika OSCE:s ordförande Härstedt att vara Special coordinator och leda den internationella valobservationen i parlamentsvalet i Vitryssland.  Härstedt utsågs i maj 2016 till ordförande i OSSE PF:s ad hoc arbetsgrupp rörande Vitryssland och 2017 utsågs Hästedt till OSSE PF:s Special representative for Eastern Europé.
Han var 2012-2014 suppleant i Europarådets svenska delegation och ledamot av dess utskott för media, vetenskap och kultur. Härstedt utsågs av  Europarådet 2014 till rapportör i frågor rörande "Sportfixing" och den nya konventionen "Manipulation of Sports"
2017 utnämndes Härstedt till regeringens särskilda sändebud på den koreanska halvön. 2018 utökades Härstedts uppdrag till att även omfatta Myanmar/Burma. 2019 utnämndes Härstedt till ambassadör. I den rollen bidrog Härstedt den 4 juli 2019 till frigivningen av den australiske studenten Alek Sigley från Nordkorea.
2021 utsågs Härstedt till OSCE Chairperson-in-Office Special Envoy. I denna roll intensivt engagerad i förhandlingar/dialog.
2022 utsågs Härstedt till Sveriges ambassadör i Singapore och Brunei. Han fortsatte parallellt sitt uppdrag som särskilt sändebud. Han begärde i januari 2023 att entledigas från sin tjänst på Regeringskansliet. Detta innebar att hans förordnande som Sveriges ambassadör i Singapore och hans uppdrag som särskilt sändebud för den koreanska halvön avslutades den 1 februari 2023.

## Utmärkelser
- Storkors av thailändska Vita elefantens orden (2012) utdelad av Thailands kung Bhumibol Adulyadej för hans insatser för demokrati, fred och försoning i Thailand och för över 25 år av brobyggande mellan Thailand och Sverige samt humanitärt arbete.